# Tashlikh
Le tashlikh (hébreu תשליך, « Tu enverras [au loin] ») est une coutume juive d'origine ancienne. Elle est pratiquée l'après-midi de Rosh Hashana (le Nouvel An civil selon le calendrier hébraïque). Les péchés de l'année écoulée sont symboliquement « envoyés », en jetant des bouts de pain, dans une rivière, un lac, la mer, l'océan, ou tout point d'eau courante, naturel de préférence.

## Origine de la coutume
La coutume et son nom sont dérivés d'un passage du Livre de Michée :

« Quel Dieu est semblable à Toi, Qui pardonnes l'iniquité, Qui oublies les péchés du reste de Ton héritage ? Il ne garde pas Sa colère à toujours, car Il prend plaisir à la miséricorde.
Il aura encore compassion de nous, Il mettra sous ses pieds nos iniquités ; Tu enverras au fond de la mer tous leurs péchés.
Tu témoigneras de la fidélité à Jacob, de la bonté à Abraham, comme tu l'as juré à nos pères aux jours d'autrefois. »

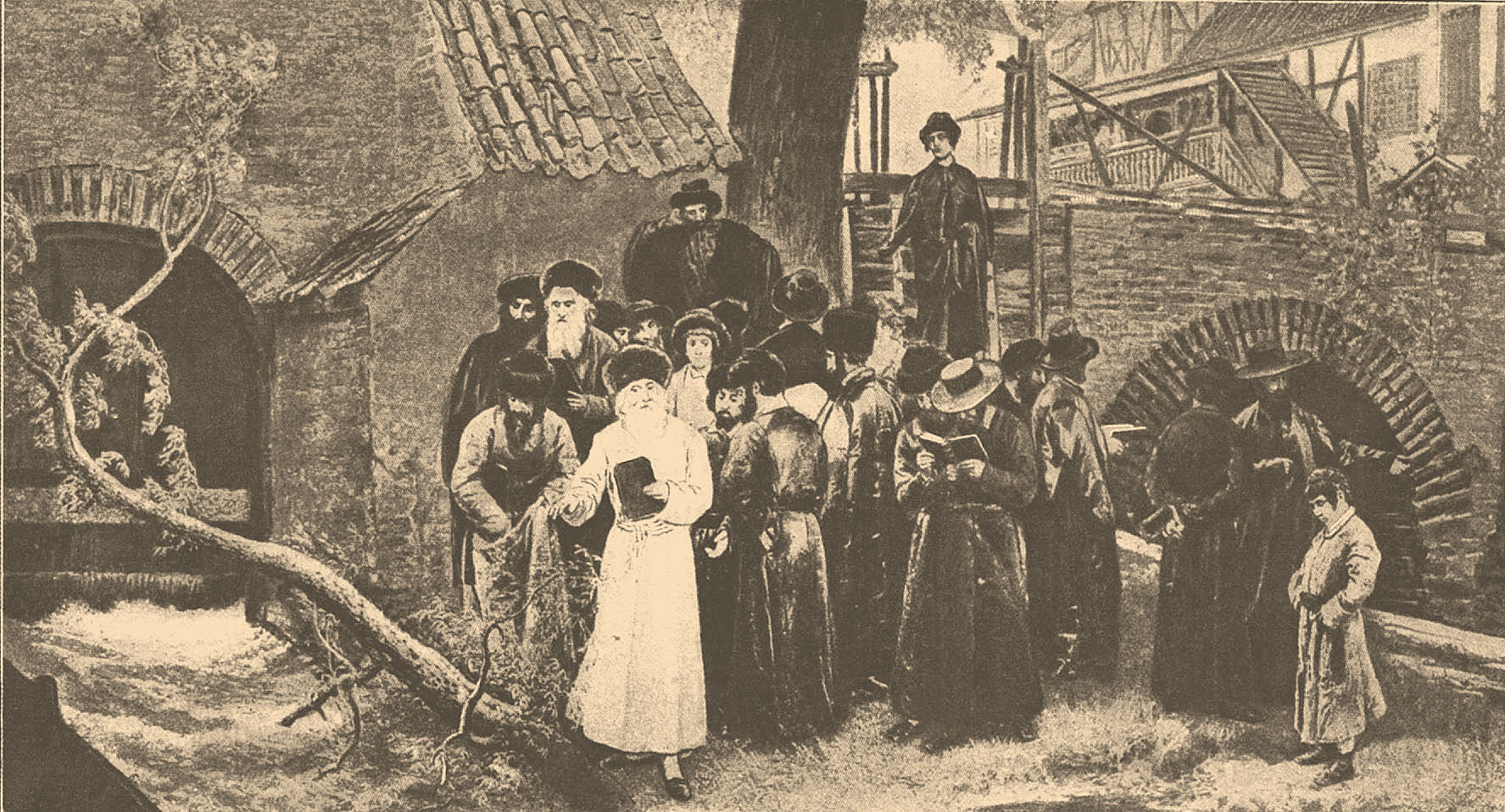
Rite du Tashlikh sur les rives du fleuve en Galicie, av. 1906

On se réunit donc près d'un courant l'après-midi de Rosh Hashana, et l'on récite ce passage, ainsi que des prières pénitentielles.
La plupart des sources juives retracent l'origine de la coutume au rabbin allemand Jacob Mölin (décédé en 1425), qui y fait la première référence directe du dans son Sefer Maharil : il y relie le tashlikh à l'Akeda d'Isaac car, selon un midrash, le satan aurait voulu les empêcher de se rendre sur le mont Moriah, en se transformant en un profond cours d'eau; cependant, Abraham et Isaac plongèrent résolument dans la rivière jusqu'au cou, priant pour l'aide divine, et la rivière disparut.
Cependant, des sources textuelles pourraient indiquer une origine plus ancienne au Tashlikh :
- Flavius Josèphe[2] évoque le décret des Hélicarnassiens permettant aux Juifs de « réaliser leurs rites saints suivant la loi juive, et d'avoir leurs lieux de prière près de la mer, selon la coutume de leurs ancêtres ».
- le Zohar, référence en matière de mysticisme juif, écrit que « ce qui tombe dans les abysses est perdu à jamais; [...] il remplit le rôle du bouc émissaire pour l'absolution des péchés »[3].

### Oppositions à cette coutume
La coutume avait gagné force de loi chez certains Juifs, puisque le Rema, auteur de la Mapa, grâce auquel le Choulhan Aroukh devint la référence universelle des Juifs en matière de Halakha, écrit: « Les abysses de la mer virent la genèse de la Création; c'est pourquoi jeter du pain dans la mer à Rosh Hashana, qui est le jour anniversaire de la Création, est un tribut approprié au Créateur. »
Cependant, Jacob Mölin lui-même, s'oppose à la pratique de jeter des bouts de pain aux poissons de la rivière, particulièrement le jour du Sabbath (pendant lequel il est interdit de porter). Actuellement, le tashlikh est déféré au second jour de Rosh Hashana si celui-ci tombe un Shabbat.
Par ailleurs, la pratique kabbalistique de secouer les coins des habits lors de la cérémonie, de façon à chasser les klippot, (« [démons] appendus »), a mené les opposants à la Kabbale, en particulier les Maskilim, à dénoncer la coutume, car elle pourrait selon eux inciter les gens simples à penser qu'en jetant « littéralement » leurs péchés, ils pourraient y « échapper » sans se repentir ou s'amender. Dans une satire populaire écrite dans les années 1860 par Isaac Erter, Samaël regarde les péchés des hypocrites tombant dans la rivière.
Le Gaon de Vilna ne souscrivait pas non plus au tashlikh.

## La pratique de nos jours

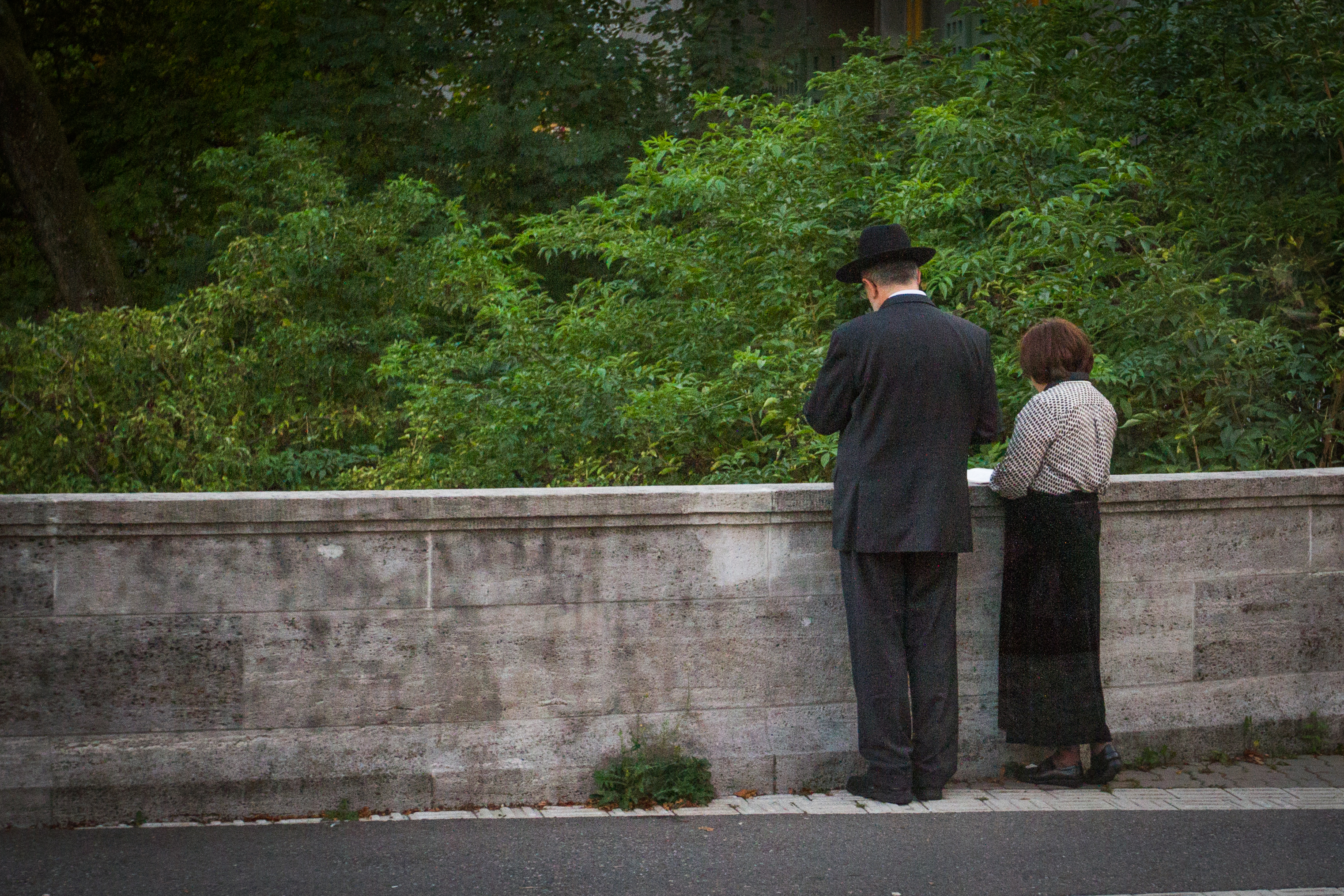
Rituel de tashlikh à Strasbourg en septembre 2013.

De nos jours, la coutume est jugée acceptable et encouragée par les grands courants juifs modernes, particulièrement le judaïsme orthodoxe, à l'exception d'un petit groupe de fidèles au Gaon de Vilna localisé à Jérusalem.
Les juifs de Tel Aviv le font souvent devant la mer. À New York, beaucoup de juifs se réunissent annuellement devant les ponts de Brooklyn et de Manhattan.
Dans les villes où il y a peu de points d'eau, comme à Jérusalem, la cérémonie se fait devant un étang ou un mikveh. 
En raison de la pandémie de Covid-19 en Israël, le grand-rabbin ashkénaze David Lau, qui a par ailleurs appelé à raccourcir les offices de prière, recommande d’éviter les rassemblements pour le Tashlikh, et rappelle qu’il peut se faire près d’un point d’eau artificiel, y compris un lavabo.